# グレード制
グレード制（グレードせい）またはグループ制（グループせい）とは、競馬および公営競技における競走の格付け制度の1つである。

## 解説
グレード制は、1971年にイギリス・フランス・アイルランドの競馬で「グループ制」が導入されたことを受け、1973年にアメリカ合衆国・カナダ間で始められたもので、その後南アフリカ共和国（1981年）などが続いた。
日本では1984年に中央競馬が導入した。以後、日本ではグレードを興行のブランド化する手法が他の公営競技でも広く受け入れられ、競艇・オートレース・競輪でも主要競走がグレードによって格付けされるようになっていった。
グレード制では、各競走をレベルや重要度の高い順にグレード1、グレード2、グレード3と格付けされ、G1、G2、G3（GI、GII、GIII）というように「『G』+数字（アラビア数字かローマ数字）」という形で略表記される。競馬ではグレード制における最高峰の格付けはグレード1であるが、競輪・競艇・オートレースではグレード1の上にそれぞれグランプリ（GP）、スペシャルグレード、スーパーグレード（ともにSG）という最高位の格付けが設定されている。
それぞれのグレード制の詳細については以下を参照。
- 競馬の競走格付け
- 競艇の競走格付け
- 競輪の競走格付け
- オートレースの競走格付け

### 競馬における種々の格付けと互換性
競馬においては、各国のレース主催者が独自に定めたグレードと、国際セリ名簿基準書の基準に準じた基準で格付けされる「国際グレード」が存在する。この「国際グレード」のもとでは国際的に格付けの互換性がある。また、ヨーロッパ諸国を中心に「グループ制」を採用している国もある（これらの国も障害競走ではグレード制で格付けを行っている）が、グレード制とは表記の違いしかなく、略表記も「G1」など数字の部分がアラビア数字かローマ数字かという違いしかない。国際セリ名簿基準書の基準に準じている限り完全に互換性を有しており、日本では両者を区別せず「国際グレード」と呼んでいる。
日本では、日本中央競馬会（JRA）が中央競馬に最初に導入したグレードは中央競馬独自のグレードで、2009年までは国際的な互換性がある競走は一部に過ぎなかった。2007年に国際セリ名簿基準委員会の勧告に従い、国際グレードの付かない重賞レースは日本限定グレードの「Jpn」（「JpnI」など、ただしこの場合の読みは原則として「ジーワン」）表記となった。この「Jpn」表記の格付けと国際グレードは日本国内においては互換性がある。その後JRAは段階的にレースを国際化し、2010年には全重賞レースが国際グレードの格付けを得た。一方で地方競馬はJRAとも異なる各地方競馬独自の格付けをしていたが、1997年に「ダートグレード競走」としてJRA・各地方競馬間で統一的に定めた格付けを開始した。これらは国際グレードではなく2007年には同様に「Jpn」となったが、2011年に東京大賞典がはじめて国際グレードを獲得している。
なお、2009年以降のグレードについては、日本グレード格付け管理委員会が各重賞競走についての格付けを管理・監督しており、新設重賞である場合は原則として最低2年間はグレードの格付けがなされず、「新設重賞」として扱われ、3年目以後に競走の規模や過去のレースレーティングを踏まえてグレードの格付けを行うが、新設重賞であっても過去に同じ条件、またはそれに準じる規模のオープン特別から重賞に格上げをする場合は、例外としてグレード格付けをなす場合もある。

## その他

### テニスやゴルフなど
テニスやゴルフのツアーサーキットなど公営競技以外のプロスポーツでは、グレード（グループ）制という表現ではないが、「メジャー」と呼ばれる高い位置付けがされた大会が存在する。競馬で言うと、グレード1に相当する大会である。
例
- テニスではATPツアー・WTAともに最高位はグランドスラム、その下のカテゴリには、ATPはマスターズ1000、500、250の順。WTAはプレミア、インターナショナルの順になっている。
- ゴルフにおいては北米ではPGAツアーが世界最高峰ツアーであり、その下部組織にコーン・フェリーツアー、さらにその下部ツアーにはPGAツアー・カナダ、PGAツアー・ラティーノアメリカ、PGAツアー・チャイナがある。欧州ではヨーロピアンツアー、下部にチャレンジツアーが存在する。また女子ではLPGAが世界最高峰ツアーとされており、世界中を転戦する。

### 陸上競技
トラック・フィールドの最高峰としては毎年世界中を転戦するIAAFダイヤモンドリーグであり、隔年開催の世界選手権もある。
マラソンなどの世界のロードレースについて、国際陸上競技連盟が2008年からゴールド・シルバー・ブロンズの3段階で格付けする制度が導入され、2020年には更に上位格となるプラチナが導入され4段階格付けとなっている。